# Hermonia dolichoceras
Hermonia dolichoceras är en ringmaskart som först beskrevs av William Aitcheson Haswell 1883.  Hermonia dolichoceras ingår i släktet Hermonia och familjen Aphroditidae. Inga underarter finns listade i Catalogue of Life.